# Breaking Benjamin
Breaking Benjamin ist eine US-amerikanische Rockband aus Wilkes-Barre, Pennsylvania. Die Gruppe schaffte mit ihrem ersten Album den Durchbruch in den USA. Mit Erscheinen des zweiten Albums wurde Breaking Benjamin auch in Europa und Asien bekannt.

## Geschichte
Die Band wurde Anfang 1998 von dem Sänger Benjamin Burnley und dem Schlagzeuger Jeremy Hummel gegründet. Die Band nannte sich zwischenzeitlich Plan 9, ab Ende 2000 wieder Breaking Benjamin. Aaron Fink und Mark James Klepaski verließen die Alternative-Metal-Band Lifer, die gerade mit Universal einen Plattenvertrag abgeschlossen hatte, und schlossen sich der Gruppe an.
Breaking Benjamin schlossen 2001 einen Vertrag mit Hollywood Records ab, einem Label der Disney Music Group, und veröffentlichte 2002 ihr erstes Album Saturate, das bis auf Platz 136 in den Billboard 200 stieg. Das zweite Album We Are Not Alone erschien 2004. Es enthält die bis zu diesem Zeitpunkt erfolgreichste Single der Band – So Cold. Sie verbrachte 37 Wochen in den Top 20 der Billboard Charts.
Im September 2004 verließ Jeremy Hummel, einer der Gründer, wegen Konflikten die Band. Am 28. September 2004 wurde Breaking Benjamin von Hummel verklagt, weil er „keinen Cent“ für die von ihm geschriebenen Lieder bekommen habe. Als Entschädigung beanspruchte Hummel rund acht Millionen Dollar. Das Gericht lehnte dies jedoch ab. Die Band gab als neuen Schlagzeuger Chad Szeliga bekannt. Ende 2004 veröffentlichte die Band die So Cold EP, die einige Live-Aufnahmen und eine Studioaufnahme des Songs Blow Me Away enthielt, der in dem Videospiel Halo 2 verwendet wurde.
Das dritte Album, Phobia, erreichte auf Anhieb den zweiten Platz der Billboard-Charts. Die erste Single des Albums, The Diary of Jane, erreichte Platz 2 der Mainstream Rock-Charts. Benjamin Burnley bezeichnete das ganze Album als für ihn „sehr persönlich“.
Das vierte Studioalbum, Dear Agony, das erneut von David Bendeth produziert wurde, erschien 2009.
Aaron Fink und Mark Klepaski wandten sich ihrer früheren Band Lifer zu und schieden 2011 aus der Band aus. 2013 teilte auch Chad Szeliga über Facebook mit, dass er sich von der Band löst und allen Mitgliedern alles Gute wünscht.
Im Juni 2015 wurde das neue Studioalbum Dark Before Dawn auf CD und als Download veröffentlicht.
Ein Jahr später reiste die Band erstmals nach Europa, was zuvor durch die panische Flugangst des Sängers unmöglich schien. Doch sie fuhren mit dem Schiff und spielten neben Shows in Berlin und Hamburg unter anderem auch bei Rock am Ring.

## Diskografie
Studioalben

| Jahr | Titel Musiklabel                   | Höchstplatzierung, Gesamtwochen, AuszeichnungChartplatzierungen (Jahr, Titel, Musiklabel, Platzierungen, Wochen, Auszeichnungen, Anmerkungen) | Höchstplatzierung, Gesamtwochen, AuszeichnungChartplatzierungen (Jahr, Titel, Musiklabel, Platzierungen, Wochen, Auszeichnungen, Anmerkungen) | Höchstplatzierung, Gesamtwochen, AuszeichnungChartplatzierungen (Jahr, Titel, Musiklabel, Platzierungen, Wochen, Auszeichnungen, Anmerkungen) | Höchstplatzierung, Gesamtwochen, AuszeichnungChartplatzierungen (Jahr, Titel, Musiklabel, Platzierungen, Wochen, Auszeichnungen, Anmerkungen) | Höchstplatzierung, Gesamtwochen, AuszeichnungChartplatzierungen (Jahr, Titel, Musiklabel, Platzierungen, Wochen, Auszeichnungen, Anmerkungen) | Höchstplatzierung, Gesamtwochen, AuszeichnungChartplatzierungen (Jahr, Titel, Musiklabel, Platzierungen, Wochen, Auszeichnungen, Anmerkungen) | Anmerkungen                                                    |
| Jahr | Titel Musiklabel                   | DE | AT | CH | UK | US | Rock | Anmerkungen                                                    |
| ---- | ---------------------------------- | --- | --- | --- | --- | --- | --- | -------------------------------------------------------------- |
| 2002 | Saturate Hollywood Records         | — | — | — | — | US136 Gold · (2 Wo.)US | — | Erstveröffentlichung: 20. August 2002 Verkäufe: + 500.000      |
| 2004 | We Are Not Alone Hollywood Records | — | — | — | — | US20 Platin · (59 Wo.)US | — | Erstveröffentlichung: 8. Juni 2004 Verkäufe: + 1.007.500       |
| 2006 | Phobia Hollywood Records           | — | — | — | UK— SilberUK | US2 Platin · (78 Wo.)US | Rock1 (17 Wo.)Rock | Erstveröffentlichung: 8. August 2006 Verkäufe: + 1.067.500     |
| 2009 | Dear Agony Hollywood Records       | — | — | — | — | US4 Platin · (47 Wo.)US | Rock2 (38 Wo.)Rock | Erstveröffentlichung: 29. September 2009 Verkäufe: + 1.000.000 |
| 2015 | Dark Before Dawn Hollywood Records | DE34 (3 Wo.)DE | AT49 (1 Wo.)AT | CH66 (1 Wo.)CH | UK34 (1 Wo.)UK | US1 Gold · (29 Wo.)US | Rock1 (49 Wo.)Rock | Erstveröffentlichung: 23. Juni 2015 Verkäufe: + 500.000        |
| 2018 | Ember Hollywood Records            | DE6 (3 Wo.)DE | AT10 (1 Wo.)AT | CH16 (2 Wo.)CH | UK35 (1 Wo.)UK | US3 (6 Wo.)US | Rock1 (6 Wo.)Rock | Erstveröffentlichung: 13. April 2018                           |

grau schraffiert: keine Chartdaten aus diesem Jahr verfügbar

## Trivia
- Das Symbol von Breaking Benjamin ist keltischen Ursprunges und besteht aus vier ineinander geketteten „B“s.
- Der Bandname soll entstanden sein, als Benjamin Burnley bei einer Livesession das Mikrofon zerstört hat und dessen Besitzer sich ironisch für das Zerbrechen (engl. „breaking“) des Mikros bedankt hat.[1]
- Benjamin Burnley leidet unter Flugangst.[5] Trotzdem wollte die Band 2016 erstmals in Europa auftreten, unter anderem beim Download Festival in England sowie bei Rock am Ring/Rock im Park.[6][7]
- Die Band steuerte 2010 bei der WWE-Großveranstaltung Bragging Rights den offiziellen Theme-Song Hopeless bei.